# Rosolino Pilo
Rosolino Pilo, ou Rosalino Pilo, (né à Palerme le 15 juillet 1820, mort à San Martino delle Scale le 21 mai 1860) est un patriote sicilien.

## Biographie
Rosolino Pilo est le quatrième fils du comte Gerolamo di Capaci de la famille des Pilo et d'Antonia Gioeni des princes de Bologne et de Petrulla. Sur le registre de l'état civil, il a été enregistré comme Rosolino, mais il signait toujours Rosalino.
Alors que son frère aîné, le comte de Capaci, est un fervent partisan des Bourbons, qui suivra même le roi François II en exil à Rome, Rosolino Pilo participe à la révolution sicilienne de 1848 contre le régime en place dans le royaume des Deux-Siciles. Quand les libéraux s'emparent de la ville, il prend le commandement d'une batterie et de l'artillerie parlermitanes jusqu'à ce que la ville soit contrainte de capituler.
En raison de la répression et de l'échec de l'insurrection, Pilo s'exile à Marseille, puis à Gênes. Il y fréquente Giuseppe Mazzini grâce à l'amitié avec la famille Orlando et renoue des contacts avec les autres exilés siciliens. Il fait la connaissance de Rosetta Borlasca.
Pendant les émeutes de 1853 à Milan, Pilo est à Turin pour couvrir la fuite des conspirateurs qui cherchent à s'expatrier. Il fait la connaissance de Giuseppe Piolti, agent mazzinien avec qui il partage les principes insurrectionnels. Pilo est plus favorable à la guérilla et, dans l'été 1856, il a des contacts avec Carlo Pisacane pour ouvrir un front de révolte en Sicile.
Début décembre, Pilo s'embarque à Gênes sur un bateau à vapeur anglais en direction de Malte avec l'intention de s'unir à la révolte commandée par la baron Francesco Bentivegna. Mais, arrivé à Malte, il apprend l'échec de la tentative et il ne peut faire autrement que retourner à Gênes.
Là, il rencontre Carlo Pisacane et il adhère avec enthousiasme à son projet de guérilla qui serait parti de Sapri pour soulever la Campanie et rejoindre Naples. Une première tentative a lieu le 6 juin, précédent Pisacane, il s'embarque sur un petit bateau en direction de l'île de Montecristo avec plusieurs compagnons et chargé d'armes. Le plan avec Pisacane prévoit leur jonction sur l'île. Pendant la traversée, une tempête le contraint à jeter par-dessus bord l'armement, il retourne donc à Gênes pour prévenir les autres conspirateurs et ne pas compromettre l'entière mission.
La tentative définitive débute avec le départ de Pisacane et les siens, le 25 juin. Pilo s'occupe de nouveau du transport des armes et part le jour suivant à bord de petits bateaux de pèche. Mais cette fois encore, par malchance ou inexpérience de la navigation, Pilo se trompe de route et ne pouvant rejoindre Pisacane, il retourne à Gênes laissant ce dernier sans renforts et sans armes. À Gênes, Pilo et Mazzini ne peuvent qu'attendre avec confiance les nouvelles du sud de l'Italie. Le gouvernement piémontais, entretemps, a mis en place des mesures répressives conte les conspirateurs et Mazzini doit retourner à Londres, tandis que Pilo réussit à se réfugier à Malte.
Aux premières nouvelles du débarquement de Giuseppe Garibaldi à la tête des Mille le 28 mars 1860, Pilo, avec Giovanni Corrao, s'empresse de retourner en Sicile. À la tête d'un groupe de volontaires, il s'unit à la colonne garibaldienne qui marche sur Palerme, mais, au cours d'un affrontement, il est tué, six jours avant la prise de la ville.

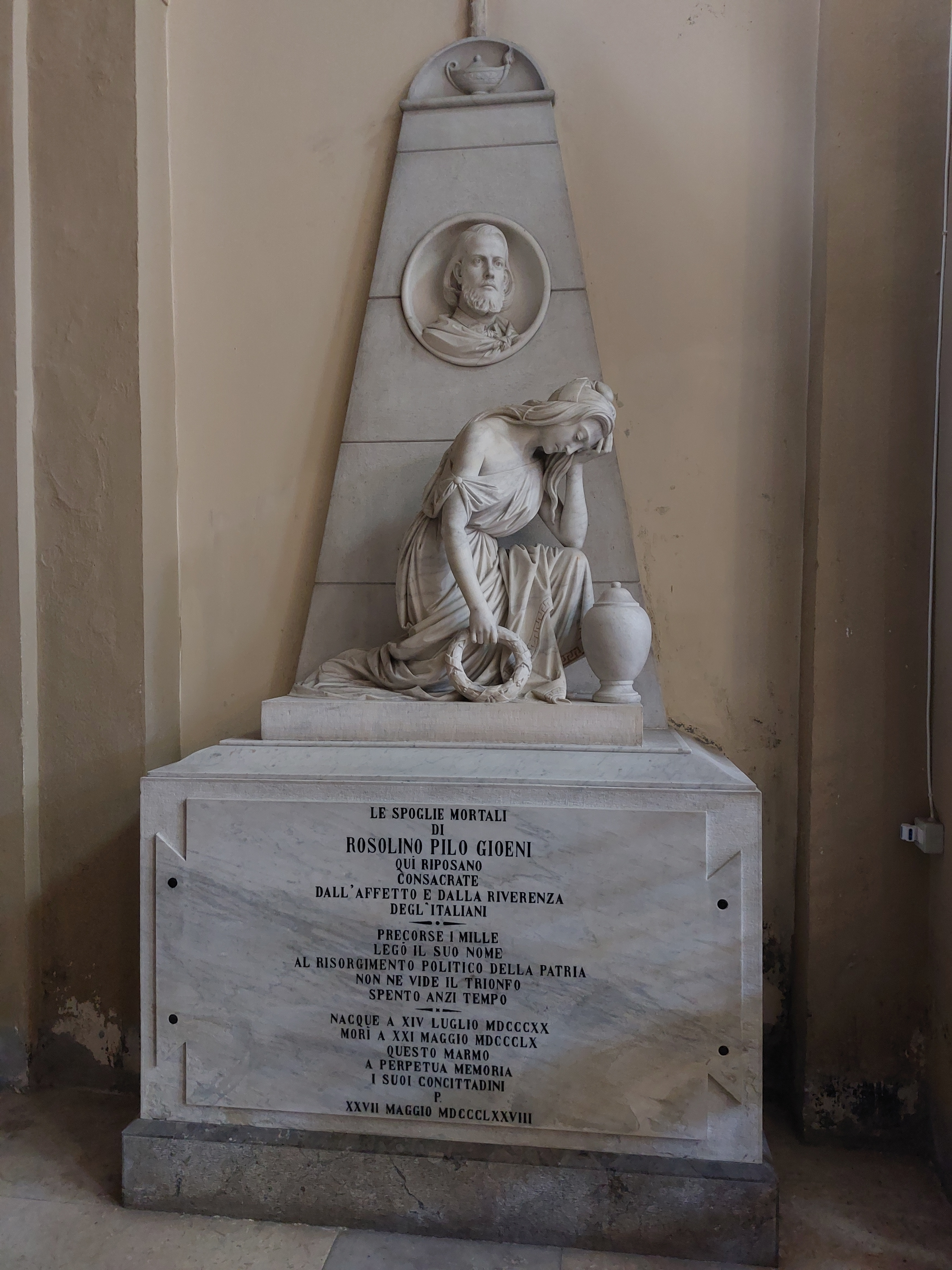
Monument à Rosolino Pilo à San Domenico de Palerme.

Le 30 septembre 1862, il reçoit la médaille d'or de la valeur militaire avec cette citation : « Mort sur le champ en combattant avec valeur à San Martino di Monreale le 21 mai 1860. »

## Source
- (it) Cet article est partiellement ou en totalité issu de l’article de Wikipédia en italien intitulé « Rosolino Pilo » (voir la liste des auteurs).